# جوزيف بيدل ويلكينسون جونيور
جوزيف بيدل ويلكينسون جونيور (بالإنجليزية: Joseph Biddle Wilkinson, Jr.)‏ هو قاضي أمريكي، ولد في 20 فبراير 1845 في مقاطعة بلاكيماينز في الولايات المتحدة، وتوفي في 23 أكتوبر 1915.